# Эта
Η, η (название: э́та, греч. ήτα, др.-греч. ἦτα) — 7-я буква греческого алфавита. В системе греческой алфавитной записи чисел имеет числовое значение 8. Происходит от финикийской буквы 𐤇 — хет. От буквы эта произошли латинская буква H, кириллическая И c Й и армянский гхат.
Новогреческое название — и́та (ήτα).

## Описание
В современном греческом языке (новогреческий язык) эта буква произносится как закрытый передний гласный [i] и называется и́та. В древнегреческом языке она произносилась как долгий полуоткрытый передний гласный [ɛː]. Первоначально знак Η использовался для обозначения придыхания — глухого гортанного фрикатива [h]. В ионическом диалекте, где этот звук исчез к VI веку до н. э., буква стала использоваться для обозначения долгого [ɛː]. 
В старославянской азбуке этой букве соответствовала буква «иже» («и восьмеричное»), в отличие от «і» («и десятеричного»), которой соответствовала греческая буква йота. Таким образом, с самого начала в кириллице было принято «новогреческое» произношение. В эпоху Возрождения в Европе два типа чтения буквы «эта» в древнегреческих текстах стали называться «рейхлиновым» ([i]) и «эразмовым» ([ɛː]) по именам известных современников, являвшихся сторонниками соответствующего типа чтения: Иоганна Рейхлина и Эразма Роттердамского:48.

## Обозначения

### Прописная Η
- В химии — энтальпия.

### Строчная η
- В оптике — показатель преломления оптической среды (хотя буква n используется чаще).
- В термодинамике — коэффициент полезного действия тепловой машины.
- В физике элементарных частиц есть η-мезоны.
- В статистике η² — «коэффициент частичной регрессии».
- В лямбда-исчислении — η-конверсия.
- В гидрогазодинамике — динамический коэффициент вязкости, обозначаемый также буквой μ.
- В химии — количество электронов разделённых между металлическим центром и лигандом в «координационной» донорно-акцепторной связи. Например, аллильная группа может координироваться с палладием в режиме η¹ или η³.
- В экспериментальной физике элементарных частиц η обозначается псевдобыстрота.
- В космологии η представляет конформное время; dt = adη.
- В квантовой теории поля η (с двумя подстрочными индексами) — метрический тензор пространства Минковского.
- В астрономии — седьмая ярчайшая (как правило) звезда в созвездии. См. обозначения Байера.
- В аэродинамике — сужение крыла. Относительный геометрический параметр крыла, определяемый как отношение: η = b0/bк., где b0 — корневая хорда крыла, а bк — концевая хорда крыла.